# 维拉诺瓦福鲁
维拉诺瓦福鲁（義大利語：Villanovaforru），是意大利撒丁大区南撒丁省的一个市镇。总面积10.97平方公里，人口675人，人口密度61.5人/平方公里（2009年）。ISTAT代码为106027。